# Lenggenwil
Lenggenwil ist eine Ortschaft in der politischen Gemeinde Niederhelfenschwil im Wahlkreis Wil des Kantons St. Gallen in der Schweiz. Lenggenwil befindet sich im Westen der Gemeinde zwischen den Ortschaften Niederhelfenschwil und Zuzwil.

## Geschichte

Luftbild von Lenggenwil aus dem Jahr 1954

Lenggenwil wurde 903 als Linkenvilare erstmals urkundlich erwähnt. Es verdankt seinen Namen einem Alemannen, dem Siedler Linko. Die Nachfahren vermachten sein Gut 903 dem Kloster St. Gallen. Lenggenwil bildete einen eigenen Gerichtsbezirk, der im Mittelalter in den Einflussbereich stift-sankt-gallischer Ministerialengeschlechter gelangte. Das Kloster St. Gallen kaufte 1482 das Gericht Lenggenwil und unterstellte es dem Amt Wil in der Alten Landschaft. Eine Offnung datiert aus dem Jahr 1495. 1803 wurde Lenggenwil mit Niederhelfenschwil und Zuckenriet zur politischen Gemeinde Niederhelfenschwil vereinigt.
Die Kirche in Lenggenwil wurde 1275 erstmals genannt. Lenggenwil bildet eine eigene Pfarrei, die 1525 bis 1720 mit Niederhelfenschwil vereinigt gewesen war.
Zur Zeit der Reformation entschloss sich die Pfarrei als einzige des Wiler Amtes nicht zum Glaubenswechsel.
Die Kirche St. Mauritius in Lenggenwil wurde 1737 als Barockbau neu errichtet.
Die originale Deckenstukkatur überstand die Renovation der Jahre 1873/74.

## Sehenswürdigkeiten
Die kleine barocke Pfarrkirche und das markante Pfarrhaus auf einer ummauerten Geländeerhebung prägen den Dorfkern. Bei der Renovation der Kirche im Jahre 1972 wurde das Äussere beibehalten, aber das Innere weitgehend umgestaltet. Die Kanzel, die Sakristeitüre und der Hauptaltar waren das einzige, was von der alten Kirche erhalten blieb.
Überreste der einstigen Gletscherlandschaft sind noch in verschiedenen kleinen Moorgebieten ausserhalb des Dorfes ersichtlich.

## Kultur
Lenggenwil hat sich in den letzten Jahren mit seinen Theater- und Freilichtaufführungen einen Namen gemacht. Der jährliche Fasnachtsumzug zieht Tausende von Besuchern an. Aktive Jugend- und Dorfvereine stehen hinter diesen Grossanlässen.